# Grube Brandenburg

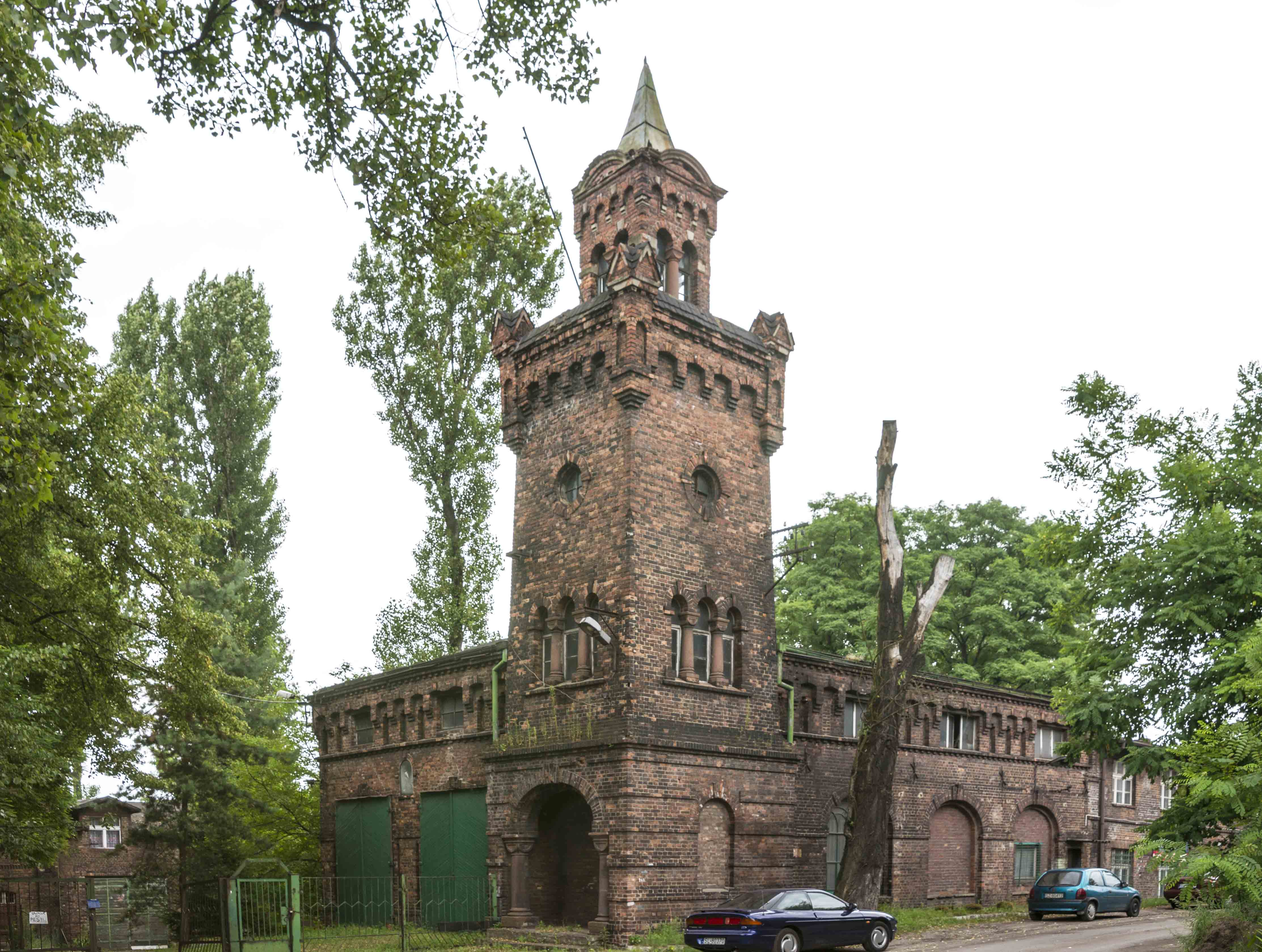
Reste der schlossähnlichen Tagesanlagen

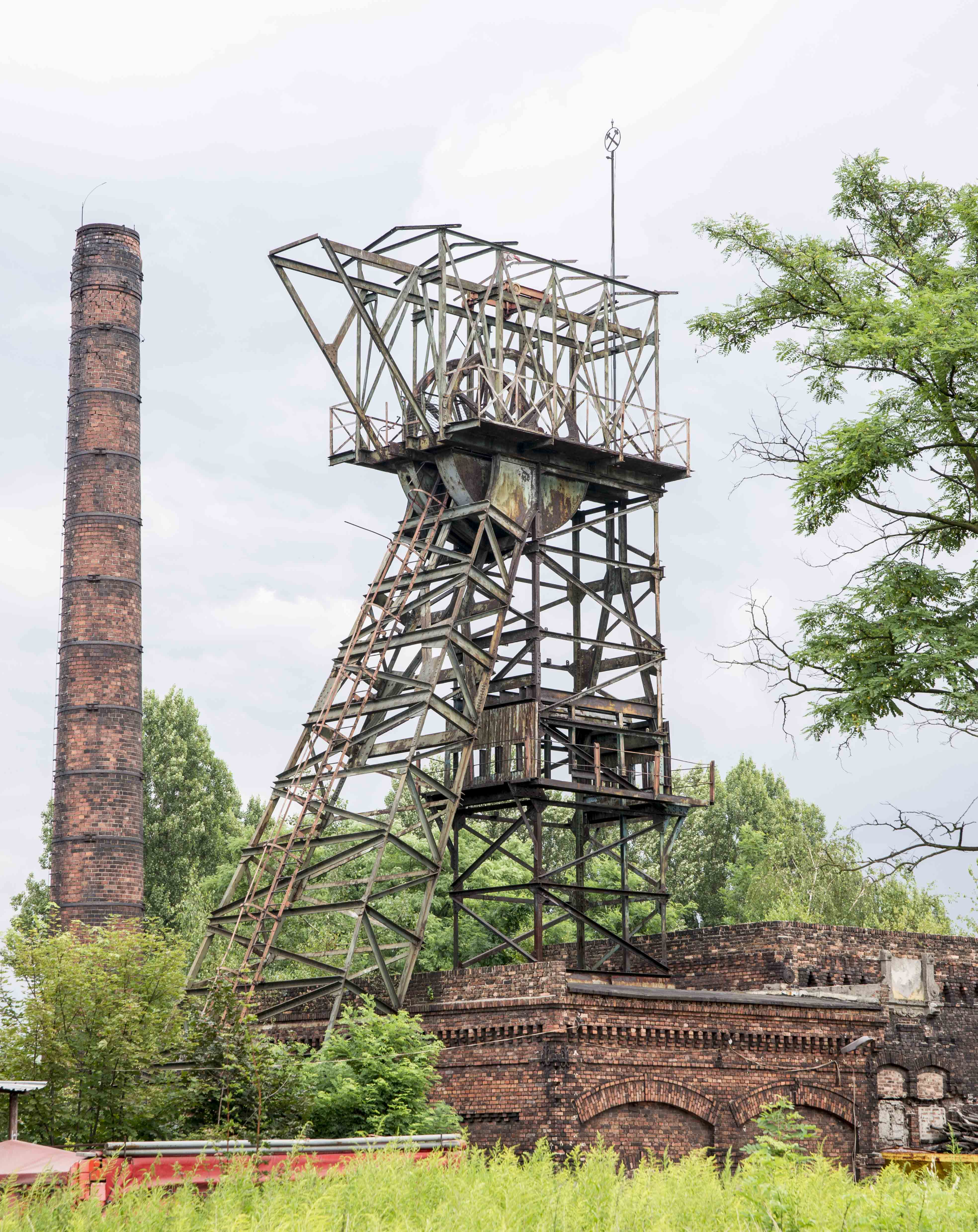
Gerüst über Schacht Franciszek

Die Grube Brandenburg (Brandenburggrube, poln. Kopalnia Węgla Kamiennego „Wawel“) ist ein ehemaliges Steinkohlenbergwerk im Stadtteil Ruda von Ruda Śląska in Polen.

## Geschichte
Nachdem bereits vorher (belegt ab 1751) im Bereich des Ortes Ruda oberflächennah nach Kohle geschürft worden war, wurde dem Baron von Stechow in Ruda am 1. November 1770 das Grubenfeld „Brandenburg“ verliehen; es kam 1798 durch Erbfall in den Besitz des Adelsgeschlechts Ballestrem. Das Bergwerk wurde bald um die Felder „Fabrique“ (1823) und „Neu-Brandenburg“ (1834) erweitert und unter dem Namen Consolidierte Brandenburg vereinigt. Ab 1857 erfolgte auch der Kohlenabbau im Feld „Neu Veronika“ und ab 1888 im Feld „Ehrenfried II“, so dass das Bergwerk über eine Berechtsame von 1,77 km² verfügte.
Der Abbau erfolgte zunächst durch Stollen, die von einer Mulde aus vorgetrieben worden waren. 1823 ging man durch Abteufen des Schachtes „Fanny“ zum Tiefbau über. 1912 wurden im Grubenfeld folgende Schächte betrieben: „Franz/Franciszek“ (317 m; 1857 abgeteuft) für die östliche Seilfahrt, „Johann“ (226 m; 1860 abgeteuft) und „Baptist“ (328 m) als Förderschächte und Leo (297 m) für die westliche Seilfahrt und als einziehender Wetterschacht. Drei Spülschächte (Schächte zum Einbringen des Versatzgutes im Spülverfahren) dienten dem Sandversatz, zwei weitere Wetterschächte zusammen mit Leo der Bewetterung. Der dritte Wetterschacht wurde auch vom Bergwerk Wolfgang, das den gleichen Besitzer hatte, genutzt.
1924 wurde das nun in Polen gelegene Bergwerk in Bronibor, danach in Wawel umbenannt. Zur weiteren Geschichte nach der Fusion mit Wolfgang ab 1931 siehe Walenty-Wawel. Zu diesem Zeitpunkt ist auch die Förderung auf Brandenburg eingestellt und die Kohle auf Wolfgang zu Tage geholt worden. Die Namensänderungen und Fusionen sind sowohl im Zusammenhang mit der Aufteilung des Ballestremschen Besitzes im Jahr 1922 durch die Teilung Schlesiens als auch den zahlreichen Umstrukturierungen der Montanindustrie dieser Region in den Folgejahren zu sehen (Förderung 1873: 112.381 t; 1913: 924.369 t).

## Gegenwart
Am alten Standort des Bergwerks Brandenburg sind noch das Fördergerüst über Schacht „Franciszek“ sowie einige aufwendig gestaltete Verwaltungsgebäude vorhanden.